# Jānis Pleikšnis
Jānis Pleikšnis (* 13. März 1982) ist ein ehemaliger lettischer Biathlet.
Jānis Pleikšnis bestritt 2000 seine erste Junioren-Europameisterschaft in Kościelisko. Bestes Resultat war Platz 29 in der Verfolgung. Bei der kurz darauf stattfindenden Junioren-Weltmeisterschaft in Hochfilzen konnte er keine nennenswerten Ergebnisse erreichen. Besser verlief für ihn die Junioren-WM 2001 in Chanty-Mansijsk, wo er 26. im Sprint, 28. in der Verfolgung sowie Fünfter mit der Staffel werden konnte. Auch die Junioren-WM 2002 in Ridnaun brachte mit dem zehnten Platz im Einzel ein gutes Ergebnis. Noch besser lief es bei der Junioren-EM des Jahres in Kontiolahti. Bestes Einzelresultat war zwar nur ein 19. Platz in der Verfolgung, doch mit der Staffel gewann er gemeinsam mit Jānis Bērziņš, Edgars Piksons und Kristaps Lībietis die Bronzemedaille. Seine letzte Junioren-WM lief Pleikšnis 2003 in Koscielisko, wo Platz 26. im Einzel das beste Resultat war. Bei der Junioren-EM in Forni Avoltri wurde er über die Distanz sogar Sechster, ebenso mit der Staffel.
2002 trat Pleikšnis erstmals auch in Erwachsenenrennen an. Nach seiner erfolgreichen Teilnahme an der Junioren-WM wurde er für den Biathlon-Weltcup in Ruhpolding nominiert und erreichte dort  Platz 107 im Sprint und Platz 16 mit der Staffel. Seit 2003 startet er auch im Biathlon-Europacup. Sein erstes Rennen in Ridnaun war ein Sprint, bei dem der Lette 91. wurde. Im Weltcup wurde Pleikšnis erstmals 2004, seit dem sporadisch immer wieder, eingesetzt. Bestes Ergebnis in einem reinen Weltcup-Rennen ist bislang ein 65. Rang, den er 2005 in einem Sprint in Pokljuka erreichte. Insgesamt bestes Resultat war der 61. Platz, den der Lette bei den Biathlon-Weltmeisterschaften 2008 in Östersund erreichte. Ein vergleichsweise noch besseres Ergebnis erreichte er zuvor schon bei den Biathlon-Europameisterschaften 2004 in Minsk mit Platz 35 im Sprint. Den Sprint der Sommerbiathlon-Weltmeisterschaften 2007 in Otepää beendete er als 30.

## Biathlon-Weltcup-Platzierungen
Die Tabelle zeigt alle Platzierungen (je nach Austragungsjahr einschließlich Olympische Spiele und Weltmeisterschaften).
- 1.–3. Platz: Anzahl der Podiumsplatzierungen
- Top 10: Anzahl der Platzierungen unter den ersten zehn (einschließlich Podium)
- Punkteränge: Anzahl der Platzierungen innerhalb der Punkteränge (einschließlich Podium und Top 10)
- Starts: Anzahl gelaufener Rennen in der jeweiligen Disziplin

| Platzierung                      | Einzel | Sprint | Verfolgung | Massenstart | Staffel | Gesamt |
| -------------------------------- | ------ | ------ | ---------- | ----------- | ------- | ------ |
| 1. Platz                         |        |        |            |             |         |        |
| 2. Platz                         |        |        |            |             |         |        |
| 3. Platz                         |        |        |            |             |         |        |
| Top 10                           |        |        |            |             |         |        |
| Punkteränge                      |        |        |            |             | 10      | 10     |
| Starts                           | 5      | 18     |            |             | 10      | 33     |
| Stand: nach der Saison 2009/2010 |        |        |            |             |         |        |